# 魔弾 〜Der Freischutz〜/LOVE SAVER
「魔弾 〜Der Freischütz〜/LOVE SAVER」（まだん ディア・フライシュッツ/ラブ・セーバー）は、2000年9月6日にリリースされたT.M.Revolutionの14枚目のシングル。発売元はアンティノスレコード。

## 概要
- 5thアルバム『progress』の先行シングル。初の両A面シングルとして発売。「LOVE SAVER」はTBS系列『スーパーサッカー』テーマソングに起用され、累計売上は15.0万枚（オリコン調べ）を記録した[1]。
- 「魔弾 〜Der Freischütz〜」は、タイトルの由来ともなっているウェーバー作曲の歌劇『魔弾の射手』をモチーフに、別れてしまった彼女への想いを綴る曲。副題の「Der Freischütz」は「魔弾の射手」のドイツ語表記。
- ミュージック・ビデオは小津安二郎映画をオマージュしており、彼氏が彼女の両親に挨拶に行くが父親にミサイルを撃たれるという劇を演じつつも出演者はセリフのように歌を歌っているというPVである。木村多江（木村多恵名義）、中村方隆、太地琴恵らが出演している。
- スペースシャワーTV主催の「SPACE SHOWER Music Video Awards」では2000年度の『BEST MALE VIDEO』を受賞。
- 「LOVE SAVER」は、西川の希望でA面扱いになった。DVD『SONIC WARP the Visual Fields』には当時のライブアレンジを元にスタジオ収録した「LOVE SAVER -Type'03」のミュージック・ビデオを収録。セルフカバーアルバム『UNDER:COVER』にも再度アレンジされたバージョンが収録される。

## 収録曲
全曲作詞：井上秋緒　作曲・編曲：浅倉大介
1. 魔弾 〜Der Freischütz〜
出版社：ソニー・ミュージックアーティスツ
2. LOVE SAVER
出版社：日音

## 収録アルバム
- progress（#1、#2）
- B★E★S★T（#1）
- UNDER:COVER（#1、#2,セルフカバー）
- 1000000000000（#1）
- 2020 -T.M.Revolution ALL TIME BEST-（#1、#2）